# Бентли, Дэвид
Дэ́вид Майкл Бе́нтли (англ. David Michael Bentley; род. 27 августа 1984 года, Питерборо, Кембриджшир) — английский футболист, полузащитник. Первый в истории англичанин, игравший в чемпионате России по футболу.

## Клубная карьера

### «Арсенал»
Персональное предложение тренироваться с первой командой лично от тренера «Арсенала» Арсена Венгера Бентли получил когда ему было 16 лет. Свою карьеру в клубе Дэвид начал, как нападающий, но со временем всё чаще стал играть в амплуа флангового полузащитника. Дебют состоялся в январе 2003 в игре на Кубок Англии против «Оксфорд Юнайтед». Бентли вышел на поле на 77 минуте, заменив Коло Туре. Первый гол был забит в игре на Кубок Лиги против «Мидлсбро» и получился таким красивым, что Дэвид заслужил сравнение со своим партнёром по команде Деннисом Бергкампом.
И все же для начала игрок был отдан в аренду. Сначала в «Норвич Сити». После окончания сезона 2004/05 Бентли вернулся в «Арсенал», где сам попросил отпустить его туда, где у него будет больше игровой практики. Уже к началу следующего сезона он был отдан в аренду в «Блэкберн Роверс».

### «Блэкберн Роверс»
Бентли перешёл в аренду в «Блэкберн» в августе 2005, а уже в январе 2006 было объявлено, что клуб заключает с ним контракт на постоянной основе. В своём первом матче за клуб Бентли удался хет-трик в победном матче против «Манчестер Юнайтед» (4:3). Таким образом Бентли стал первым игроком в истории Английской Премьер-лиги, кому удалось забить три гола против МЮ в первом же матче. Удачная игра Бентли в сезоне помогла «Блэкберну» занять шестое место в АПЛ и квалифицироваться на Кубок УЕФА 2006/07.
В сезоне 2006/07 Бентли регулярно играл в стартовом составе «Блэкберна» и забивал голы не только в чемпионате, но и Кубке УЕФА. Хорошая игра и превосходная форма игрока породили слухи о его возможном переходе в один из топ-клубов Англии, например «Манчестер Юнайтед», но вместо этого Бентли подписал с «Роверс» новый контракт до конца 2011 года. В том сезоне Бентли забил семь голов и сделал 13 результативных передач, а по итогам сезона избрался болельщиками «Блэкберна» лучшим игроком года. Но поскольку клуб финишировал на седьмом месте и не квалифицировался в европейские турниры, а тренер Марк Хьюз перешёл в «Манчестер Сити», Бентли тоже принял решение сменить клуб. Его трансфер в «Тоттенхэм Хотспур» стоил его новому клубу около 18 млн фунтов стерлингов.

### «Тоттенхэм Хотспур»
Дэвид перешёл в «Тоттенхэм» в 2008 году. Закупался как запасной игрок, потому что выдержать конкуренцию со стороны Аарона Леннона Бентли не смог бы по замыслам тренера. В итоге это и произошло. Талантливый англичанин затмил собою Дэвида и хавбек «Блэкберна» осел на скамейке. В итоге в первом сезоне он играл нерегулярно, получая совсем небольшое количество игровой практики(от 1 до 50 минут), но при этом забил гол в ворота лондонского «Арсенала» (4:4). В сезоне 2009/10 начинал матчи на скамейке запасных. Получил реальный шанс закрепиться в основе после травмы Аарона Леннона. В итоге забил 2 гола после штрафных и сделал несколько голевых передач. В марте 2009 Дэвид, лидер сборной Уэльса Гарет Бейл, Роман Павлюченко и французский защитник Паскаль Шимбонда были сосланы в дубль. Вернувшись в основу, он провёл 20 матчей в Премьер-лиге и Лиге чемпионов. Тем не менее, все успехи перечеркнул курьёзный эпизод: Дэвид и несколько игроков «шпор» облили главного тренера Гарри Реднаппа, во время интервью в прямом эфире. После этого, Бентли выпал из состава команды.

Там не было злого умысла. Однако он, похоже, так не думал. Просто празднование, ничего больше.— Интервью "Инопроспорт" (2012)
7 ноября 2010 было объявлено, что Дэвид Бентли и Нико Кранчар будут проданы в зимнее трансферное окно. Эти продажи одобрил президент «Тоттенхэма» Дэни Лэви.
7 июня 2013 года Дэвид Бентли покинул «Тоттенхэм» по истечении контракта.

#### Аренды
12 января 2011 года перешёл в «Бирмингем Сити» на правах аренды до конца сезона 2010/11.
6 сентября 2012 года на правах аренды перешёл в ФК «Ростов», став первым английским легионером в истории Российской Премьер-Лиги.
15 февраля 2013 года на правах аренды перешёл в ФК «Блэкберн Роверс» до конца сезона.

### Окончание карьеры
8 июня 2014 года Дэвид Бентли объявил о завершении карьеры.
Мой контракт с «Тоттенхэмом» закончился в прошлом июле. Вскоре моя супруга родила близнецов, и я не хотел быть вдали от неё. В какой-то момент решил, что вполне счастлив и без футбола.
В октябре 2014 Бентли был совладельцем ресторана в Марбелье, в Испании, куда он и его семья переехали. Бентли также инвестировал средства в пляжные клубы.

## Карьера в сборной
Бентли играл за сборные Англии до 15 и до 16, был капитаном сборной до 18 лет. Дэвид сыграл 8 матчей за сборную Англии до 18 лет, отметившись в них четырьмя голами. В мае 2007 года, после впечатляющего сезона 2006/07 для «Блэкберна», Бентли был вызван в сборную Англии на товарищеский матч с Албанией. Главный тренер Стив Макларен сразу увидел в нём игрока основы и назвал «новым Бекхемом». В своём же первом матче за национальную сборную Бентли был признан игроком матча, приняв участие в двух голах своей команды. Матч закончился победой англичан со счётом 3:1.
В июне 2007 года Бентли был призван сыграть матч за сборную Англии до 21 года. После этого матча Стюарт Пирс поставил под сомнение пригодность Дэвида сборной Англии. В отборочном матче к Евро-2008 против сборной Израиля Бентли вышел на поле, по ходу матча заменив Шона Райт-Филлипса, но был освистан болельщиками. Последний матч в сборной Бентли провёл 6 февраля 2008 года в товарищеском поединке против сборной Швейцарии.

## Достижения

### Командные
«Блэкберн Роверс»
- Обладатель Кубка Интертото: 2007[13]

«Тоттенхэм Хотспур»
- Финалист Кубка Футбольной лиги: 2008/09

### Личные
- Игрок сезона ФК «Блэкберн Роверс»: 2006/07.
- Гол месяца в Премьер-Лиге: Октябрь 2008.